# Ulpii

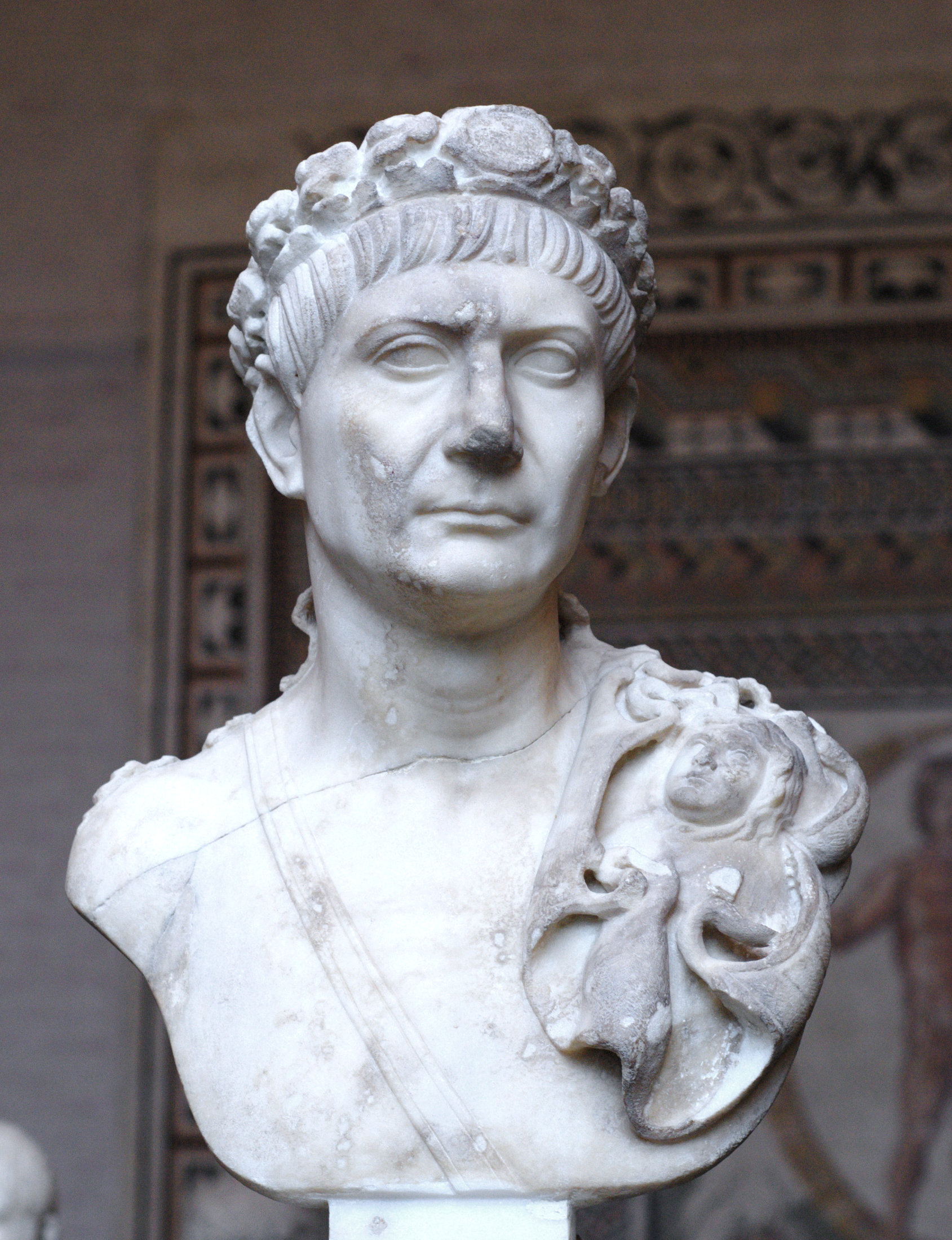
M. Ulpius Trajanus
ià la Glyptothek, Munich

Les Ulpii (singulier : Ulpius) sont les membres de la gens romaine Ulpia, qui a pris de l'importance au cours du Ier siècle. La gens est surtout connue par l'empereur Marcus Ulpius Trajanus, qui a régné de 98 à 117 apr. J.-C. La trentième légion prit son nom, Ulpia, en son honneur. La ville de Serdica, aujourd'hui Sofia, a été rebaptisée Ulpia Serdica.

## Origine
Les Ulpii sont originaires d'Ombrie. On sait peu d'eux, sauf qu'ils étaient liés à une famille des Aelii de Picénum. Le nom Ulpius peut être dérivé d'un parent ombrien du mot latin lupus, qui signifie « loup » ; peut-être lié à vulpes, latin pour « renard ».
Les membres les plus illustres de cette gens étaient les Ulpii Trajani, qui, selon un biographe de Trajan, venaient de la ville de Todi, dans le sud de l'Ombrie  où il existe les preuves de l'existence d'une famille de ce nom. Les membres de cette famille étaient des colons d'Italica en Espagne romaine, où Trajan est né. Ils étaient apparentés à une famille d'Aelii venue d'Atria ; La tante de Trajan était la grand-mère d'Hadrien, également né à Italica,,.

## Membres

### Ulpii Trajani
Les Ulpii Traiani sont originaires d'Italica, en Betique.
- Marcus Ulpius (Traianus), (v.5 - ?), notable d'Italica;
  - Ulpia Plotina, (v.25 - ap.79), épouse un Aelius, grand-mère d'Hadrien[7],[8];
  - Marcus Ulpius Traianus, (v.30 - v.85), consul suffect en 70, proconsul d'Asie en 79/80[9],[10],[6],[11];
    - Ulpia Marciana, (v.52 - 112), épouse de Salonius Matidius;
    - Imp. Caesar Nerva Traianus Aug., (53 - 117), empereur romain en 98[12],[13];
      - Imp. Caesar Traianus Hadrianus Aug., (76 - 138), fils adoptif du précédent, empereur romain en 117[14].

Les Ulpii accèdent au titre impérial à la fin du ier siècle en la personne de Trajan. La politique impériale consistant à accorder la citoyenneté romaine à de nombreux provinciaux permet la diffusion du gentilice Ulpius dans tout l’Empire.

### Autres

#### Ulpii Marcelli
Les liens de parentés entre les Ulpii Marcelli sont très hypothétiques. 
- Marcus Ulpius Marcellus, (v. 80 - ap. 119), préfet de la flotte de Ravenne en 119;
  - ? Ulpius Marcellus, (v. 115 - ap. 166), juriste;
    - ? Ulpius Marcellus, (v. 135 - ap. 189), consul suffect, proconsul d'Asie en 189;
    - ? Lucius Ulpius Marcellus, (v. 135 - ap. 173), légat d'Auguste propréteur de Pannonie Inférieur;

#### Ulpii Saturnini
- Ulpius Saturninus, (v. 110 - ap. 166), procurateur de Dacie Inférieur en 146, préfet de l'annone en 166;
  - ? (Ulpius Saturninus), (v. 140 - ?);
    - ? (Ulpius Saturninus), (v. 170 - ?);
      - ? Marcus Ulpius Senecio Saturninus, (v. 195 - ap. 222/35), légat d'Auguste propréteur de Thrace.

#### Ulpii Leuri
Les Ulpii Leuri sont originaire d'Hypata.
- Marcus Ulpius Leurus, (v.150/70 - ?), consul suffect[15];
  - Marcus Ulpius Eubiotus Leurus, (v.190 - ap.230), consul suffect[16];
    - Marcus Ulpius Flavius Tisamenus, (v.215 - ap.230)[17];
    - Marcus Ulpius Pupienius Maximus, (v.215/20 - ap.230)[17];
      - ? Marcus Ulpius Silvanus, (v.240 - ap.281);
        - ? Marcus Ulpius Pupienius Silvanus, (v.260 - ?)[18];
          - ? Marcus Ulpius Silvanus Gennadius, (v.295 - ?);
          - ? (Ulpia), (v.300 - ?), épouse de Bonitus;